# Terminal A.E. Carvalho
Antônio Estêvão Carvalho o abreviadamente y más conocida como Terminal A.E. Carvalho es un terminal de ómnibus urbano de la ciudad de São Paulo. Ubicado en la región noreste de la ciudad, en la Estrada do Imperador 1401 - Ciudad A. E. Carvalho. Es destino de 20 líneas y más de 4 pasajes de SPTrans.

## Líneas operativas
| Línea | Prefijo | Destino                                                                 |  |
| ----- | ------- | ----------------------------------------------------------------------- |  |
| 211R  | 21      | Cidade kemel I                                                          |  |
| 208V  | 10      | Parque Dom Pedro II via Av. São Miguel                                  |  |
| 233C  | 10      | CERET via Cohab I - Terminal Vila Carrão                                |  |
| 234A  | 10      | Jardim Helena via Vila Jacuí                                            |  |
| 253F  | 10      | Terminal São Mateus via Pq. Guarani - SESC Itaquera                     |  |
| 1177  | 10      | Estación Luz via Marginal - Rod. Tietê                                  |  |
| 1177  | 31      | Estación Luz via RADIAL LESTE                                           |  |
| 2022  | 10      | Jardim dos Ipês via Av. São Miguel                                      |  |
| 2031  | 10      | Cidade Kemel II-via Jardim Camargo Novo via São Miguel - Itaim Paulista |  |
| 2060  | 10      | Circular Metrô Artur Alvim via Conjunto Araucária                       |  |
| 2088  | 10      | Conjunto Encosta Norte via São Miguel - Itaim Paulista                  |  |
| N301  | 11      | Term.Pq.Dom.Pedro II-via penha(noturno)                                 |  |
| 2460  | 21      | Cemitério da Saudade                                                    |  |
| 2551  | 10      | Term. Pq. D. Pedro II via Ermelino Matarazzo                            |  |
| N302  | 10      | Term.Pq.Dom Pedro II-via marginal Tietê(noturno)                        |  |

## Linhas de passagem
| Línea | Prefijo | Terminal Primário      | Terminal Secundário |
| ----- | ------- | ---------------------- | ------------------- |
| 273R  | 10      | Jardim Robru           | Metro Artur Alvim   |
| 273U  | 10      | Vila Jacuí via UNICSUL | Metro Artur Alvim   |
| 2726  | 10      | Limoeiro               | Metro Penha         |
| 2726  | 31      | Hosp. Erm. Matarazzo   | Metro Penha         |
| 2756  | 10      | Guainases até Lajeado  | Metro Patriarca     |

- Datos: Q6142735